# Eleanor Marxová
Eleanor Marxová (16. ledna 1855 Londýn – 31. března 1898 Londýn) byla marxistická spisovatelka, politická aktivistka, feministka a překladatelka. Byla nejmladší dcerou zakladatele marxismu, Karla Marxe.

## Život
Narodila se v Londýně jako šestá dcera Marxe a jeho ženy Jenny von Westphalen. Přezdívalo se jí „Tussy“ již od raného dětství, kdy projevila zájem o politiku. Například poprava „Manchester Martyrs“, v jejích dvanácti letech, ji naprosto zděsila a započala její celoživotní náklonnost k Feniánům (také Irské republikánské bratrstvo). Již ve třech letech dovedla recitovat pasáže z děl Williama Shakespeara, díky zájmu o literaturu, který v ní vzbudil její otec.
V šestnácti se stala otcovou sekretářkou a doprovázela ho při socialistických konferencích po celém světě. O rok později se její první láskou stal Hippolyte Lissagaray, novinář a člen Pařížské komuny, který měl uprchnout do Londýna po potlačení Komuny. Ačkoli Karl Marx souhlasil s jeho politickými názory, neschvaloval tento vztah z důvodu velkého věkového rozdílu – Lissagarayovi bylo 34 let. Poté se Eleanor odstěhovala z domova do Brightonu, aby pracovala jako učitelka ve škole a o rok později Lissagarayovi pomohla napsat History of the Commune roku 1871. Eleanor knihu přeložila do angličtiny a Marxovi kniha se tyto dějiny Komuny velice líbily, ale se vztahem své dcery a Lissagaraye nadále nesouhlasil. V roce 1880 názor změnil a dovolil mu si ji vzít, ale po zralé úvaze se v roce 1882 rozhodla sama Eleanor manželství ukončit.
Na počátku osmdesátých let byla nucena starat se o své stárnoucí rodiče, matka však v prosinci 1881 zemřela a otec poté v březnu 1883. Pověřil ji opatrováním jeho nedokončených rukopisů a anglického překladu jeho nejpodstatnějšího díla, Kapitálu.
Roku 1884 se připojila k Sociálně demokratické federaci (SDF) vedené Henry Hyndmanem a byla zvolena do vedení. Během jejího fungování v SDF se seznámila s Edwardem Avelingem, se kterým strávila zbytek svého života. Ve stejném roce ji rozdělení organizace donutilo ji opustit a založit konkurenční Socialistickou ligu, jejíž nejvýznamnější člen byl William Morris.
Marxová v rámci Ligy pravidelně psala měsíčník Commonweal, zabývající se otázkami rovnoprávnosti žen. V roce 1885 pomohla zorganizovat Mezinárodní socialistický kongres v Paříži. Následujícího roku procestovala spolu s Avelingem a německým socialistou Wilhelmem Liebknechtem Spojené státy za účelem sehnání peněz pro Sociálnědemokratickou stranu Německa. Socialistická liga existovala pouze do roku 1889. Anarchisté, jejichž vlivu Marxová tvrdě čelila, proti Lize houfně protestovali, což vedlo k rozpadu a zániku organizace.
V roce 1884 se Marxová také seznámila s Clementinou Blackovou, malířkou a členkou odborového svazu, a zapojila se do Women's Trade Union League. Chodila podporovat stávky jako například Bryant and May Strike (stávka pracovnic továrny Bryant & May v roce 1888) nebo London Dock Strike (stávka pracovníků přístaviště v Londýně roku 1889). Pomohla zorganizovat Gasworkers's Union (odborový svaz ve Velké Británii) a publikovala nesčetně knih a článků.
V devadesátých letech se začala více zajímat o divadlo a hraní. Považovala umění za nástroj k prosazení socialismu a feminismu. Přeložila také mnoho literárních děl jako například první anglický překlad knihy Paní Bovaryová od Gustava Flauberta, Paní z moře a Nepřítele lidu od Henrika Ibsena. V roce 1886 předělala průkopnické ale velice kritizované Ibsenovo dílo Domeček pro panenky (Nora) se sebou jako Norou Helmer, Avelingem jako Torvaldem Helmerem a George Bernard Shawem jako Krogstadem.
V roce 1893 založil Keir Hardie tzv. Independent Labour Party (Nezávislá labouristická strana neboli Strana práce), jejíchž konferencí se Marxová účastnila jako pozorovatelka v období, kdy byl Aveling její vyslanec.
Na rozdíl od svého otce se považovala za Židovku, zabývala se svými židovskými předky a měla velké pochopení s židovskými dělníky ve východní části Londýna. Vyhledala také svého nevlastního bratra Fredericka Lewise Demutha (1851–1929) a navázala s ním dlouhodobé kontakty. Frederickův otec byl sice Karl Marx, ale pro ochranu dobrého jména ženatého Marxe a jeho rodiny se k otcovství nakonec lživě přihlásil Friedrich Engels. Matka byla služebná Marxových Helene Demuth. Těsně po narození byl tento chlapec umístěn do dělnického sirotčince, vyučil se nástrojařem a povolání vykonával.
Roku 1898 zjistila, že se Aveling tajně oženil s mladou herečkou. Přemýšlel nad sebevraždou, kterou ale nikdy neprovedl. Místo toho jí dodal kyanovodík, který později využila k sebevraždě poté, co utekla z domu. Při vyšetřování nebyl Aveling podezřelý z vraždy, přestože byla Eleanor kvůli jeho jednání velice rozčilená. Sám Aveling zemřel o čtyři měsíce později.